# Gouvernement Mouamba I
Pour les articles homonymes, voir Gouvernement Clément Mouamba.
VIe République
Gouvernement Sassou-Nguesso (4) Gouvernement Clément Mouamba (2)
Le premier gouvernement Clément Mouamba fut le gouvernement de la République du Congo en fonction du 30 avril 2016 au 16 août 2017. Ses membres furent nommés par le président Denis Sassou-Nguesso, sur proposition du chef du Gouvernement, le Premier ministre Clément Mouamba.

## Contexte et nomination
La fonction de Premier ministre avait été supprimée par Denis Sassou-Nguesso le 15 septembre 2009 à la suite de sa réélection. Le Président de la République était alors lui-même chef du Gouvernement.
La promulgation en novembre 2015 d'une nouvelle constitution permet à Denis Sassou-Nguesso, président sortant, de se représenter lors des élections présidentielles de mars 2016 pour un troisième mandat consécutif. Il gagne alors l'élection et est réélu Président de la République le 20 mars 2016.
Par le décret no 2016-117, il réinstaure le 23 avril la fonction de Premier ministre, et nomme Clément Mouamba à ce poste. Le gouvernement est nommé le 30 avril 2016.
Qualifié de « gouvernement de rupture », il comprend 16 nouvelles personnalités, ainsi que 8 femmes, ce qui est alors un record. Sans compter les femmes conseillères du gouvernement comme Antoinette Kébi-Mounkala au développement du ministère du Plan, de la statistique et de l'intégration régionale, ainsi qu'à la promotion des femmes.

## Démission
Le 16 août 2017, moins de quinze jours après les élections législatives où le parti présidentiel (PCT) arrive largement en tête, Clément Mouamba présente la démission de son gouvernement, comme le veut l'usage à l'occasion d'une nouvelle législature. Le 21 août, il est reconduit au poste de Premier ministre, et nomme le 22 août un nouveau gouvernement, le gouvernement Mouamba II.

## Gouvernement

### Premier ministre
| Image | Fonction         | Nom             |
| ----- | ---------------- | --------------- |
|       | Premier ministre | Clément Mouamba |

### Ministres d’État
| Image | Fonction                                                                              | Nom                    |
| ----- | ------------------------------------------------------------------------------------- | ---------------------- |
|       | Ministre de l'Agriculture, de l'Élevage et de la Pêche                                | Henri Djombo           |
|       | Ministre de l’Économie, du Développement industriel, de la Promotion du secteur privé | Gilbert Ondongo        |
|       | Ministre de la Construction, de l'Urbanisme, de la Ville et du Cadre de vie           | Claude Alphonse Nsilou |

### Ministres
| Image | Fonction                                                                                          | Nom                                    |
| ----- | ------------------------------------------------------------------------------------------------- | -------------------------------------- |
|       | Ministre de l'Intérieur, de la Décentralisation et du Développement local                         | Raymond Zéphirin Mboulou               |
|       | Ministre des Mines et de la Géologie                                                              | Pierre Oba                             |
|       | Ministre de l'Aménagement du territoire et des Grands travaux                                     | Jean-Jacques Bouya                     |
|       | Ministre des Hydrocarbures                                                                        | Jean-Marc Thystère-Tchicaya            |
|       | Ministre des Affaires étrangères, de la Coopération et des Congolais de l'étranger                | Jean-Claude Gakosso                    |
|       | Ministre de la Défense nationale                                                                  | Charles Richard Mondjo                 |
|       | Ministre du Commerce extérieure et de la Consommation                                             | Euloge Landry Kolélas                  |
|       | Ministre du Travail et de la Sécurité sociale                                                     | Émile Ouosso                           |
|       | Ministre des Finances, du Budget et du Porte-feuille publique                                     | Calixte Ganongo                        |
|       | Ministre de la Communication et des Médias, Porte-parole du gouvernement                          | Thierry Moungalla                      |
|       | Ministre des Transports, de l'Aviation civile et de la Marine marchande                           | Gilbert Mokoki                         |
|       | Ministre de l'Enseignement supérieur                                                              | Bruno Itoua                            |
|       | Ministre de la Recherche scientifique et de l'Innovation technologique                            | Hellot Matson Mampouya                 |
|       | Ministre de la Justice, des Droits humains et de la Promotion des peuples autochtones             | Pierre Mabiala                         |
|       | Ministre des Petites et moyennes entreprises, de l'Artisanat et du Secteur informel               | Yvonne-Adélaïde Mougany                |
|       | Ministre de l’Énergie et de l'Hydraulique                                                         | Serge Blaise Zoniaba                   |
|       | Ministre des Sports et de l’Éducation physique                                                    | Léon-Alfred Opimbat (en)               |
|       | Ministre de l'Enseignement primaire, secondaire et de l'Alphabétisation                           | Anatole Collinet Makosso               |
|       | Ministre des Affaires foncières et du Domaine public                                              | Martin Parfait Aimé Coussoud-Mavoungou |
|       | Ministre de l’Équipement et de l'Entretien routier                                                | Josué Rodrigue Ngouonimba              |
|       | Ministre des Zones économiques spéciales                                                          | Alain Akouala Atipault (en)            |
|       | Ministre de l'Enseignement technique et professionnel, de la Formation qualifiante et de l'Emploi | Nicéphore Fylla de Saint-Eudes         |
|       | Ministre de l'Économie forestière, du Développement durable et de l'Environnement                 | Rosalie Matondo                        |
|       | Ministre de la Fonction publique et de la Réforme de l’État                                       | Ange Aimé Bininga                      |
|       | Ministre de la Santé et de la Population                                                          | Jacqueline Lydia Mikolo                |
|       | Ministre des Postes et des Télécommunications                                                     | Léon Juste Ibombo                      |
|       | Ministre du Plan, de la Statistique et de l'Intégration régionale                                 | Ingrid Ebouka-Babackas                 |
|       | Ministre du Tourisme et des Loisirs                                                               | Arlette Soudan-Nonault                 |
|       | Ministre de la Culture et des Arts                                                                | Léonidas Mottom                        |
|       | Ministre des Affaires sociales, de l'Action humanitaire et de la Solidarité                       | Antoinette Dinga-Dzondo                |
|       | Ministre de la Promotion de la Femme et de l'Intégration de la femme au développement             | Inès Nefer Ingani                      |
|       | Ministre de la Jeunesse et de l’Éducation civique                                                 | Destinée Doukaga                       |

### Ministres délégués
| Image | Fonction | Nom                   |
| ----- | --- | --------------------- |
|       | Ministre délégué auprès du Premier ministre, chargé des Relations avec le parlement                                                                           | Digne Elvis Tsalissan |
|       | Ministre délégué auprès du Premier ministre, chargé de l’Économie numérique et de la Prospective                                                              | Benoît Baty           |
|       | Ministre délégué auprès du Ministre de l'Intérieur, de la Décentralisation et du Développement local, chargé de la Décentralisation et du Développement local | Charles Nganfouomo    |